# Plethodon ventralis
Plethodon ventralis (tên tiếng Anh: Southern Zigzag Salamander) là một loài kỳ giông trong họ Plethodontidae.
Nó là loài đặc hữu của Bắc Mỹ. Nó đẻ trứng trong một cái hang vào mùa hè.
Các môi trường sống tự nhiên của chúng là các khu rừng ôn hòa, suối nước ngọt, vùng nhiều đá, và hang.
Nó bị đe dọa do mất môi trường sống.